# Minecraft: Острів
Minecraft: Острів — це роман Макса Брукса, опублікований у 2017 році видавництвом Del Ray Books.

## Фон
Зацікавлення Брукса пісочницею відеогри Minecraft виникло приблизно в 2012 році, коли друг познайомив його з грою. У 2015 році Mojang попросив його написати роман про гру. До моменту завершення контракту з Mojang Брукс закінчив рукопис.
Коли він писав роман, Брукс отримав творчу свободу щодо всього, крім фізичних рис головного героя. Mojang хотів, щоб читачі представили себе в романі, і, за словами Брукса, були «дуже в курсі, коли справа доходила до інклюзивності».

## Сюжет
Написана для дорослої аудиторії, книга поділена на розділи, у кожному з яких міститься певний життєвий урок.  Починається з того, що неназваний оповідач, стать якого Брукс не вказує, прибуває на безлюдний острів і виявляє, що застряг у світі Minecraft. Вони змушені дізнатися, як влаштований цей незнайомий світ.

## Історія видання
Minecraft: Острів був опублікований у липні 2017 року Del Ray Books. Дві аудіокниги, одну з оповіданням Джека Блека та іншу з оповіданням Саміри Вайлі, було створено на замовлення Mojang, щоб дати слухачам можливість вибирати між чоловічим і жіночим голосом.

## Рецепція
Джейсон Шихан з NPR був заінтригований здатністю Брукса створити історію, яка дотримується обмежень, накладених ' механікою Minecraft, назвавши роман «магістерською дисертацією про внутрішню узгодженість у жанровій літературі».  Однак Тім Мартін з 1843 року вважав роман нецікавим.  Хоча Джон Пітерс з Booklist описує сюжет як «має відчуття механіки», він писав, що книга містить «корисні підказки та стратегії».